# Wieża zegarowa w Bitoli
Wieża zegarowa w Bitoli – wieża zegarowa  w Bitoli, w Macedonii Północnej. Została ukończona najprawdopodobniej w latach 30. XIX wieku. Wieża jest jedną z najbardziej charakterystycznych budowli miasta i stanowi atrakcję turystyczną.
Wieża zbudowana jest na planie prostokąta, a jej wysokość wynosi 32 m. W górnej części wieży, na każdym z czterech boków, umieszczone są tarcze zegarowe. Na samej górze znajduje się kopuła.

## Historia
Pierwsza wzmianka o wieży zegarowej w Bitoli pochodzi z 1664 roku, jednak obecna wieża powstała najprawdopodobniej w latach 30. XIX wieku, za panowania tureckiego. Wieża zbudowana jest z kamiennych bloków, według legendy Turcy zebrali od okolicznych mieszkańców 60 tys. jajek, których użyto do wytworzenia zaprawy.
Do 1912 roku czas mierzony był dawną turecką metodą, tzw. „alaturka”, uzależnionej od wschodów i zachodów słońca. Upływający czas oznajmiano pierwotnie biciem w dzwony, które znajdowały się w wieży.
W 1927 roku na bokach wieży po raz pierwszy pojawiły się zegary, które wyposażone były w mechanizm zegarowy wyprodukowany przez niemiecką firmę Konfage. Nowy mechanizm, podarowany przez Niemców w podzięce za utworzenie w Bitoli niemieckiego cmentarza wojennego, zainstalowano w roku 1936. W 1970 roku wieżę wyposażono w instrument klawiszowy, a upływający czas sygnalizują odtąd również wygrywane melodie.